# Эбарт, Самуэль
Самуэль Эбарт (нем. Samuel Ebart; 1655, Веттин — 9 июля 1684, Галле) — немецкий органист и композитор.
С 1677 года органист Церкви Святой Марии в Галле, сменил на этом посту Кириака Бергера. Конфликтовал с церковным руководством в связи с бо́льшим, чем было предписано, использованием органа в церковных службах.
Умер от болезни лёгких в возрасте 29 лет. Немногочисленные оставленные им сочинения в области церковной музыки высоко оцениваются современными специалистами. Духовный концерт Miserere, Christe, mei для голоса в сопровождении скрипки, виолы да гамба и органа переиздан в 1931 году Хансом Иоахимом Мозером, его записали тенор Хельмут Кребс и сопрано Рут Цизак.